# Elena D'Angri
Elena D'Angri Vitturi, també coneguda com a Elena Angri (Corfú, Grècia, 14 de maig de 1824 – Barcelona, 29 d'agost de 1886) fou una contralt operística d'origen italià, activa a mitjans del segle xix, quan va actuar en teatres d'òpera d'Europa i dels Estats Units d'Amèrica.

## Biografia
Filla de Saverio Angri (nascut a Nàpols) i Maria Vitturi di Giovanni, el seu nom real era Nazarena Mattia Elena Catterina. Segons el registre de defuncions tenia 62 anys en morir, la qual cosa indicaria que va néixer el 1824.
Va marxar a Itàlia i va estudiar bel canto amb professors com Salvatore Taglioni i Giuseppe Doglia. Va debutar al Nobile Teatro di San Giacomo, de Corfú, exhibint una veu de mezzosoprano coloratura i contralt dolça i flexible. I aviat va ser coneguda arreu per la seva veu excepcional. Va cantar i triomfar als teatres de Viena, Sant Petersburg, Milà, París, Londres...
El 1851 va ser contractada pel Teatro Real de Madrid.
La temporada 1853-54, i també la següent, actuà al Gran Teatre del Liceu de Barcelona, cantant les òperes Semiramide, Il Barbiere de Siviglia i La cenerentola, de Rossini, Il trovatore i Rigoletto, de Verdi.

Durant la temporada 1855-1856 va interpretar al Teatro Regio de Torí l'òpera La Cenerentola, de Rossini (fent el paper d'Angelina), El barber de Sevilla, de Rossini (fent el paper de Rosina), i Il trovatore, de Verdi (fent el paper d'Azucena). Després, i encara el 1856, va actuar per primer cop a la ciutat de Nova York, acompanyada pel pianista i compositor Sigismund Thalberg.
Es va casar amb el professor de cant, compositor, pianista i director d'orquestra català Pere Abella i Freixes. En morir, a Barcelona, fou enterrada al cementiri de Sant Gervasi, al costat del seu marit.